# 数値標高モデル

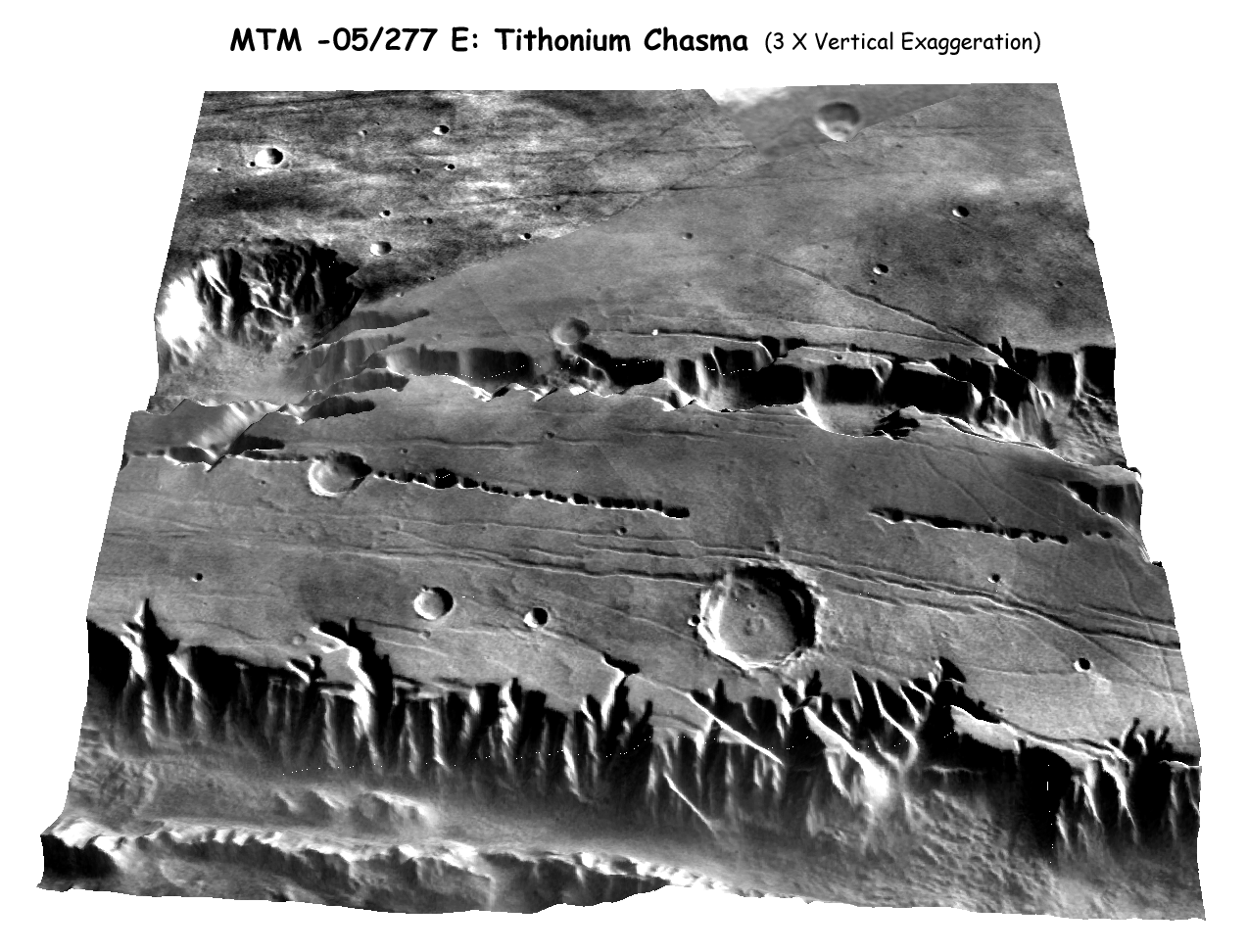
火星のティトニウム・カズマのDEMを三次元表示した画像

数値標高モデル（すうちひょうこうモデル、DEM; Digital Elevation Model) は地表面の地形のデジタル表現であり、数値地形モデル (DTM; Digital Terrain Model) と呼ばれることも多い。DEMはビットマップ画像（正方形が集まった格子）やTINで表現することができる。DEMは通常、リモートセンシング技術を用いて作成されるが、測量によって作成されることもある。DEMは地理情報システムで使われることが多く、コンピュータ上で立体地図を作成する際の基礎データとして最もよく使われる。

## 作成方法
DEMの作成には様々な方法があるが、直接測量するよりも、リモートセンシングによってデータ採取されることがほとんどである。中でも最も強力な技術として干渉合成開口レーダーによるDEMの生成がある。1辺10キロメートル、約10メートルの分解能で数値標高地図を生成するためには、レーダー衛星（例えばRADARSAT-1など）が2回通過する必要がある。そのうち1回は地表面の画像も採取する。
以前は、DEMを生成するのに、地表を直接測量した数値等高線地図からの補間をする方法がとられていた。この方法は、干渉計測法では充分な結果が得られない山岳地帯などでは、まだ用いられている。なお、（GPSや測量などで得られた）等高線データや標本された標高データの集まりはDEMではないが、DTMと見なすことはできる。DEMであれば、対象となる地域のあらゆる場所について満遍なく標高データが利用可能であることを意味する。
DEMの品質は、各ピクセルの標高がどの程度正確か（絶対精度）と、どの程度正確にその形態が提示されているか（相対精度）による。DEMからの派生物の品質については、以下にあげる要素が重要な役割を果たす。
- 地形の起伏の度合い
- 標本密度（標高データの採取方法）
- グリッドの分解能、あるいはピクセルのサイズ
- 補間アルゴリズム
- 垂直方向の分解能
- 地形分析アルゴリズム

## 用途
DEMの一般的な用途は以下の通り。
- 地形パラメータの導出
- 水流や地塊運動（雪崩など）
- 立体地図の作成
- 三次元可視化
- 物理モデル（立体地形模型を含む）の作成
- 空中写真や衛星画像の偏位修正
- 重力の計測（重力測定・物理測地学）における計測値の減少（地形による補正）
- 地形学や自然地理学における地形分析

## DEMとDTMの違い
数値標高モデル（時に数値表面モデル（DSM; Digital Surface Model）などとも呼ばれる）は一般に、植生や建築物、橋などを含めた地球の表面（あるいはその部分）を表現する。DEMは通常、写真測定やLIDAR、干渉合成開口レーダー、測量などの技術によって得られた未加工のデータセットから構成される。
一方、数値地形モデル（DTM）は（一般的に）植生や建築物など取り除いた地表そのもののモデルであり、したがってDEMのデータに後処理を加えたものだと言える。すなわち、DTMはいわゆる「裸の地球」のモデルなのである。DEMが景観や都市のモデリング、可視化のアプリケーションなどに有効であるのに対して、DTMは洪水や排水のモデリング、土地利用の研究、地質学上のアプリケーション等々において必要とされる。

## 情報源
全世界を網羅したGTOPO30と呼ばれるフリーのDEM（30秒＝約1キロメートル間隔）が入手可能であるが、品質はまちまちで、一部の地域は非常に質が悪い。Shuttle Radar Topography Mission (SRTM) から得られたDEMの品質はこれと比べてたいへん高く、ほとんどすべての地域の、3秒間隔（約90メートル）の標高データをフリーで入手可能である。1秒間隔（約30メートル）のデータも開発されているが、アメリカ合衆国の領土のみが公開されている。両データセットに共通する制限としては、いずれも陸地部分しかカバーしていないという点があげられる。また、SRTMは極地方はカバーしておらず、山岳や砂漠にはデータに抜けがある地域もある。海底の標高（いわゆる海底地形）のデータは、船を使った水深測量によって生成される。SRTM30Plusデータセット（ NASA World Wind で使用）は、GTOPO30とSRTM、海底標高データを合成することで、完全に全世界を網羅した標高モデルを作成することを目指したものである。
最もよく使われるグリッド（ラスタ）は50〜500メートルのものである。例えば重力測定においては基本となるグリッドは50メートルであるが、5〜10キロメートルの距離になるとグリッドは100〜500メートルになる。
多くの国の地図作製機関が独自にDEMを開発しており、しばしば上記のフリーのDEMよりも高い分解能と品質を誇っているが、それらはたいてい有償であり、しかも一部の公的機関や大企業以外には入手できないほど高価である場合がほとんどである。
フリーのDEMには火星版もある。マーズ・グローバル・サーベイヤーの MOLA（ Mars Orbiter Laser Altimeter; 火星軌道衛星レーザー高度測定器）によって得られたMEGDR (Mission Experiment Gridded Data Record) と、NASAの火星数値地形モデル (DTM) がそれである。

### アメリカ合衆国
アメリカ地質調査所 (USGS) は、7.5分地形図をもとにした、アメリカ合衆国、ハワイ、プエルトリコという隣接する地域のシームレスなDEMである National Elevation Dataset (NED) を作成している。

## DEMのファイル形式
- USGS DEM
- SDTS DEM
- DTED